# La Longeville
Ne doit pas être confondu avec La Longueville.
Pour les articles homonymes, voir Longeville pour la commune du même département et Longeville (homonymie).
La Longeville (Lalonjevela en burgondan) est une ancienne commune française située dans le département du Doubs, la région culturelle et historique de Franche-Comté et la région administrative Bourgogne-Franche-Comté. Elle est associée aux communes de Hauterive-la-Fresse, Montbenoît, Montflovin et Ville-du-Pont pour former la commune nouvelle de Pays-de-Montbenoît.

## Géographie

### Localisation
La Longeville est une commune située dans l'Est de la France, à 16 km de Pontarlier, qui se situe à l'ouest, et également 16 km de Morteau qui se situe à l'est. Village proche de la frontière suisse à 13 km, ce qui occasionne des offres d'emplois.

### Climat
Pour des articles plus généraux, voir Climat de la Bourgogne-Franche-Comté et Climat du Doubs.
En 2010, le climat de la commune est de type climat de montagne, selon une étude du Centre national de la recherche scientifique s'appuyant sur une série de données couvrant la période 1971-2000. En 2020, Météo-France publie une typologie des climats de la France métropolitaine dans laquelle la commune est exposée à un climat de montagne ou de marges de montagne et est dans la région climatique  Jura, caractérisée par une forte pluviométrie en toutes saisons (1 000 à 1 500 mm/an), des hivers rigoureux et un ensoleillement médiocre.
Pour la période 1971-2000, la température annuelle moyenne est de 7,3 °C, avec une amplitude thermique annuelle de 16,4 °C. Le cumul annuel moyen de précipitations est de 1 563 mm, avec 13,7 jours de précipitations en janvier et 11,5 jours en juillet. Pour la période 1991-2020, la température moyenne annuelle observée sur la station météorologique de Météo-France la plus proche, « Pontarlier », sur la commune de Pontarlier à 14 km à vol d'oiseau, est de 8,8 °C et le cumul annuel moyen de précipitations est de 1 463,6 mm. 
La température maximale relevée sur cette station est de 38 °C, atteinte le 25 juillet 2019 ; la température minimale est de −32 °C, atteinte le 12 janvier 1987,,.
Les paramètres climatiques de la commune ont été estimés pour le milieu du siècle (2041-2070) selon différents scénarios d'émission de gaz à effet de serre à partir des nouvelles projections climatiques de référence DRIAS-2020. Ils sont consultables sur un site dédié publié par Météo-France en novembre 2022.

## Urbanisme

### Typologie
Au 1er janvier 2024, La Longeville est catégorisée commune rurale à habitat dispersé, selon la nouvelle grille communale de densité à 7 niveaux définie par l'Insee en 2022.
Elle est située hors unité urbaine. Par ailleurs la commune fait partie de l'aire d'attraction de Pontarlier, dont elle est une commune de la couronne,. Cette aire, qui regroupe 54 communes, est catégorisée dans les aires de moins de 50 000 habitants,.

### Occupation des sols
L'occupation des sols de la commune, telle qu'elle ressort de la base de données européenne d’occupation biophysique des sols Corine Land Cover (CLC), est marquée par l'importance des territoires agricoles (63 % en 2018), en diminution par rapport à 1990 (63,9 %). La répartition détaillée en 2018 est la suivante : 
prairies (59,1 %), forêts (22,1 %), milieux à végétation arbustive et/ou herbacée (9 %), zones urbanisées (5,9 %), zones agricoles hétérogènes (4 %). L'évolution de l’occupation des sols de la commune et de ses infrastructures peut être observée sur les différentes représentations cartographiques du territoire : la carte de Cassini (XVIIIe siècle), la carte d'état-major (1820-1866) et les cartes ou photos aériennes de l'IGN pour la période actuelle (1950 à aujourd'hui).

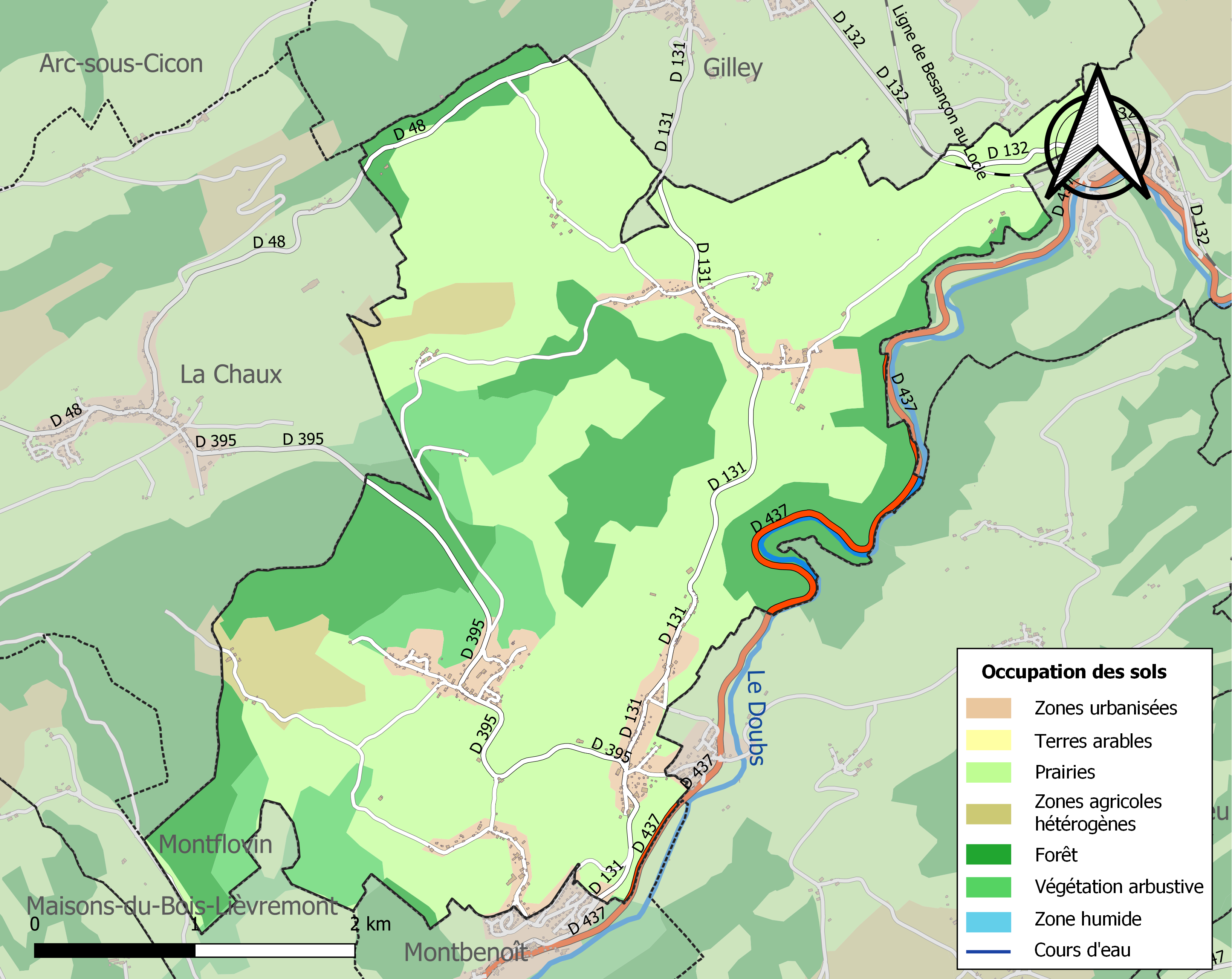
Carte des infrastructures et de l'occupation des sols de la commune en 2018 (CLC).

## Toponymie
La Longeville depuis le XVe siècle.
La Longeville fait partie du Saugeais.

## Histoire
C'est au même phénomène de colonisation qu'à partir du XIIe siècle, on assiste dans le Jura, de Saint-Claude à Maîche ; le défrichage des zones forestières. Ce qui donna naissance à de nombreux hameaux. Ainsi le Saugeais voit se former ses premiers noyaux de peuplement, autour de l'abbaye de Montbenoît à Arçon et à Bugny, à Lièvremont, puis dans l'ensemble de la seigneurie ecclésiastique, dont les limites territoriales sont précisées par Henri de Joux en 1228.
Le village de la Longeville qui appartient à cette Terre de Montbenoît, symbolise bien cette formation en clairières de défrichage : les hameaux qui le composent sont largement étalés sur la rive gauche du Doubs, entre Montbenoît et Remonot... Cette disposition en fait donc une Longeville.
Les communes de Hauterive-la-Fresse, La Longeville, Montbenoît, Montflovin et Ville-du-Pont, qui s'étaient déjà regroupées dans le cadre   du syndicat du Pays de Montbenoît, et partagent l'école et son périscolaire, l'église (l’abbaye de Montbenoît), le monument aux morts, le gymnase et le bureau de poste, ont décidé de se regrouper formellement afin de réaliser des économies d'échelle et d'obtenir plus facilement des subventions, notamment pour l'abbaye et le patrimoine,,,,
pour former, le 1er janvier 2025, la commune nouvelle de Pays-de-Montbenoît à la suite d'un arrêté préfectoral du 25 septembre 2024.

## Politique et administration
| Période                                  | Période       | Identité                                        | Étiquette | Qualité                                                      |
| ---------------------------------------- | ------------- | ----------------------------------------------- | --------- | ------------------------------------------------------------ |
| (maire en 1981)                          |               | Maurice Nicod                                   |           |                                                              |
| ?                                        | 2001          | Christian Coutal                                | DVD       | Professeur d'Économie Président de la communauté de communes |
| mars 2001                                | 2014          | Jacques Faivre                                  | DVD       |                                                              |
| mars 2014                                | décembre 2024 | Alain Pellegrini Réélu pour le mandat 2020-2026 | SE        | Artisan                                                      |
| Les données manquantes sont à compléter. |               |                                                 |           |                                                              |

## Démographie
L'évolution du nombre d'habitants est connue à travers les recensements de la population effectués dans la commune depuis 1793. Pour les communes de moins de 10 000 habitants, une enquête de recensement portant sur toute la population est réalisée tous les cinq ans, les populations de référence des années intermédiaires étant quant à elles estimées par interpolation ou extrapolation. Pour la commune, le premier recensement exhaustif entrant dans le cadre du nouveau dispositif a été réalisé en 2006.

En 2022, la commune comptait 844 habitants, en évolution de +5,9 % par rapport à 2016 (Doubs : +1,88 %, France hors Mayotte : +2,11 %).
| 1793 | 1800 | 1806 | 1821 | 1831 | 1836 | 1841 | 1846 | 1851 |
| ---- | ---- | ---- | ---- | ---- | ---- | ---- | ---- | ---- |
| 870  | 841  | 786  | 771  | 828  | 727  | 740  | 733  | 739  |

| 1856 | 1861 | 1866 | 1872 | 1876 | 1881 | 1886 | 1891 | 1896 |
| ---- | ---- | ---- | ---- | ---- | ---- | ---- | ---- | ---- |
| 742  | 714  | 686  | 620  | 707  | 685  | 779  | 733  | 690  |

| 1901 | 1906 | 1911 | 1921 | 1926 | 1931 | 1936 | 1946 | 1954 |
| ---- | ---- | ---- | ---- | ---- | ---- | ---- | ---- | ---- |
| 609  | 579  | 580  | 460  | 434  | 464  | 441  | 418  | 421  |

| 1962 | 1968 | 1975 | 1982 | 1990 | 1999 | 2006 | 2011 | 2016 |
| ---- | ---- | ---- | ---- | ---- | ---- | ---- | ---- | ---- |
| 382  | 363  | 321  | 352  | 384  | 488  | 591  | 700  | 797  |

| 2021 | 2022 | - | - | - | - | - | - | - |
| ---- | ---- | - | - | - | - | - | - | - |
| 836  | 844  | - | - | - | - | - | - | - |

## Économie

### Agriculture
La Longeville possède 14 exploitations en 2010 qui sont essentiellement des fermes qui produisent du lait approvisionnant AOP Comté. En 1988 il y avait environ 34 exploitations elles possédaient, et les exploitations d'aujourd’hui font travailler 18 personnes en revanche en 1988 elles faisaient travailler 48 personnes. Il y a aujourd’hui 764 ha de SAU pour 899 bêtes au total pour ces 764 ha de SAU il n’y a aucune terre labourable et donc aucune prairie temporaire ce qui fait que la totalité des parcelles est enherbée, par contre en 1988 la commune comptait 804 ha et 1230 bêtes, il n'y avait sur les 804 ha de SAU aucun ha labourable, donc les terres étaient utilisées de la même manière que maintenant.
Sur le canton de Montbenoît, il y a 172 exploitations en 2010 contre 341 en 1988 avec 10951 ha et en 2010 11431 ha de SAU (Surface agricole utile), pour 3357 vaches laitières contre 6440 en 1988. On constate une évolution conséquente du secteur agricole saugeais.

## Culture locale et patrimoine

### Lieux et monuments
- Le Défilé d'Entre-Roches, canyon long de 11 km creusé par le Doubs et présentant de belles falaises calcaire.

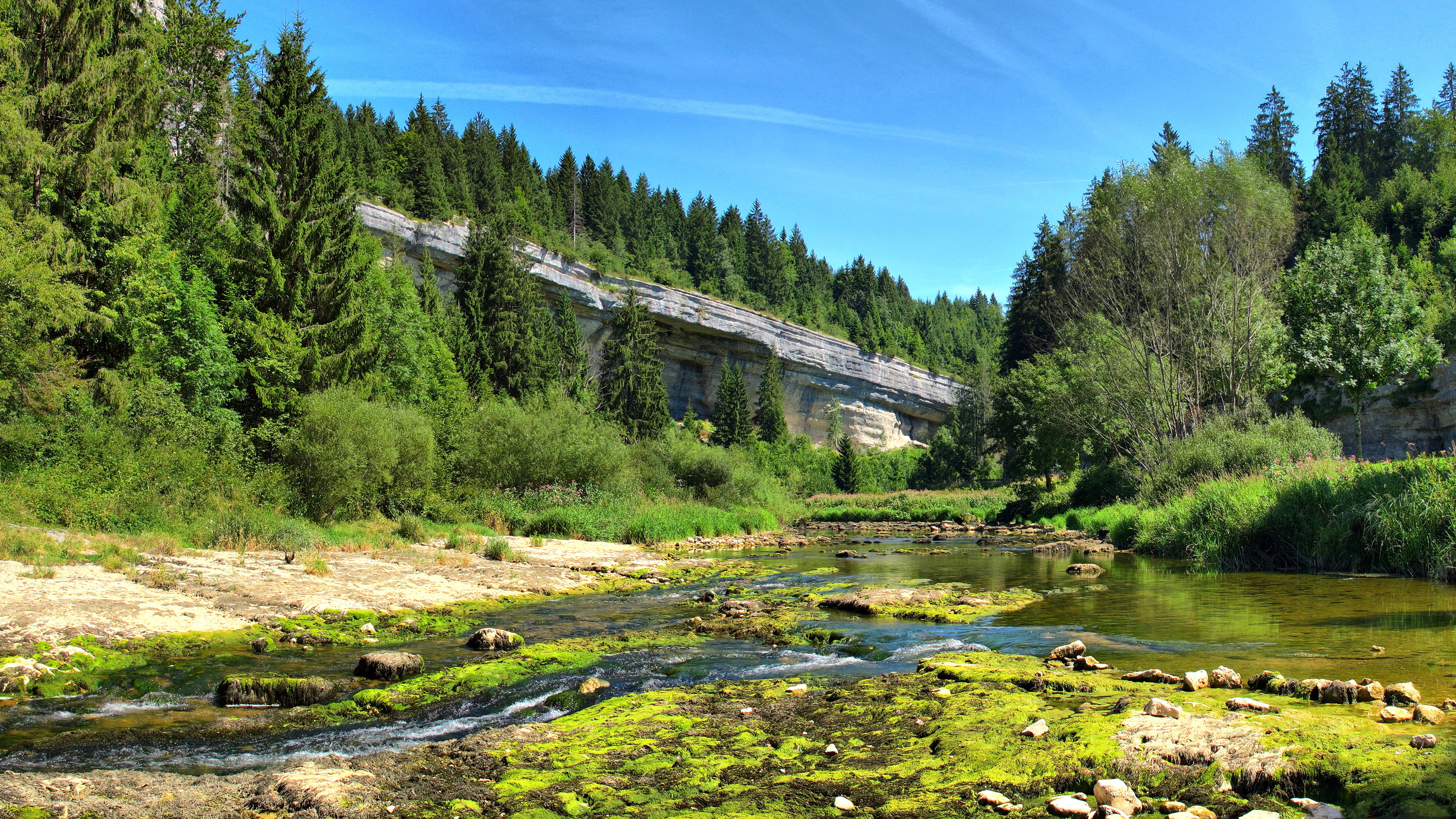
Le défilé d'Entre-Roches-1.
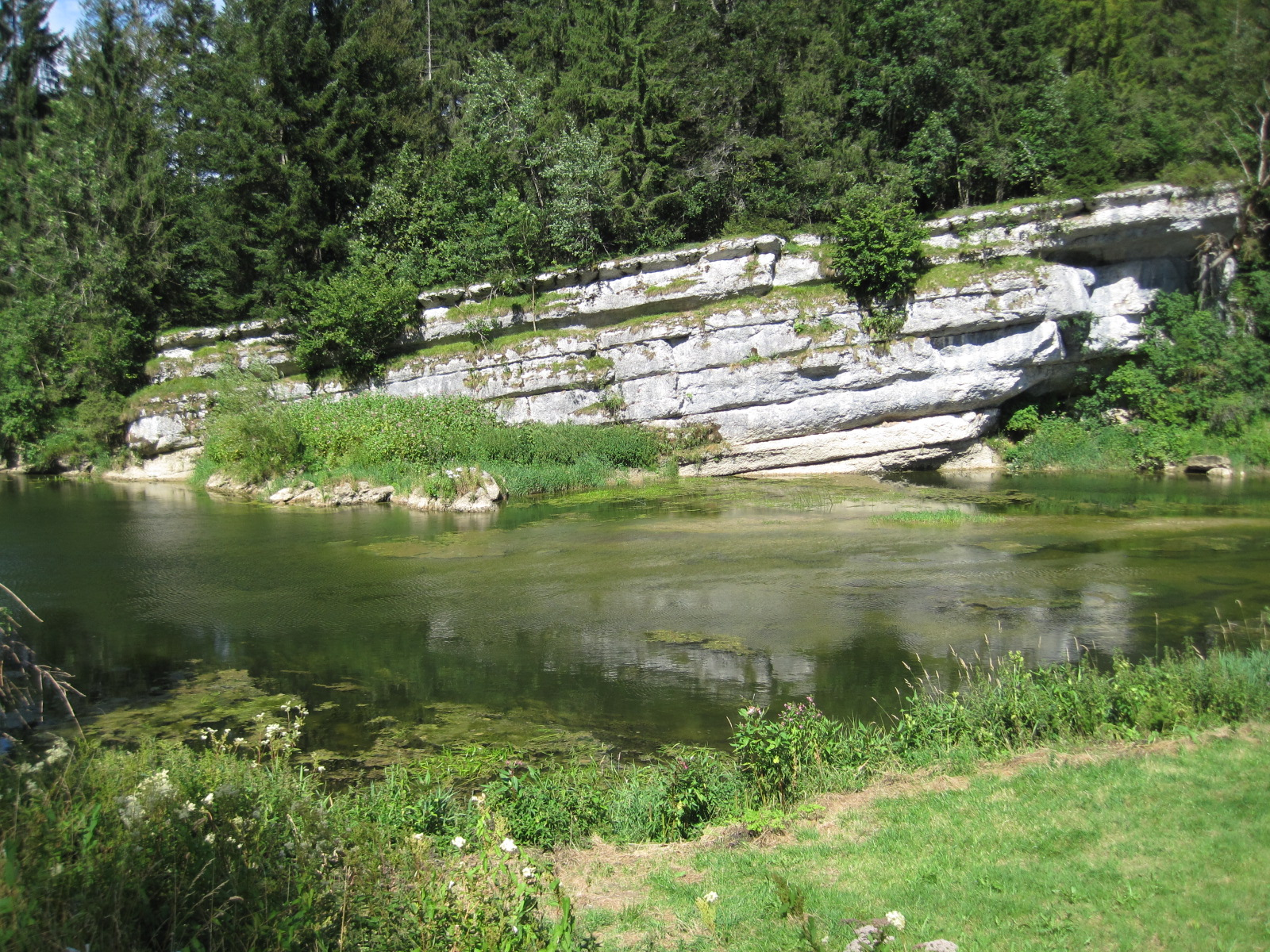
Le défilé d'Entre-Roches-2.
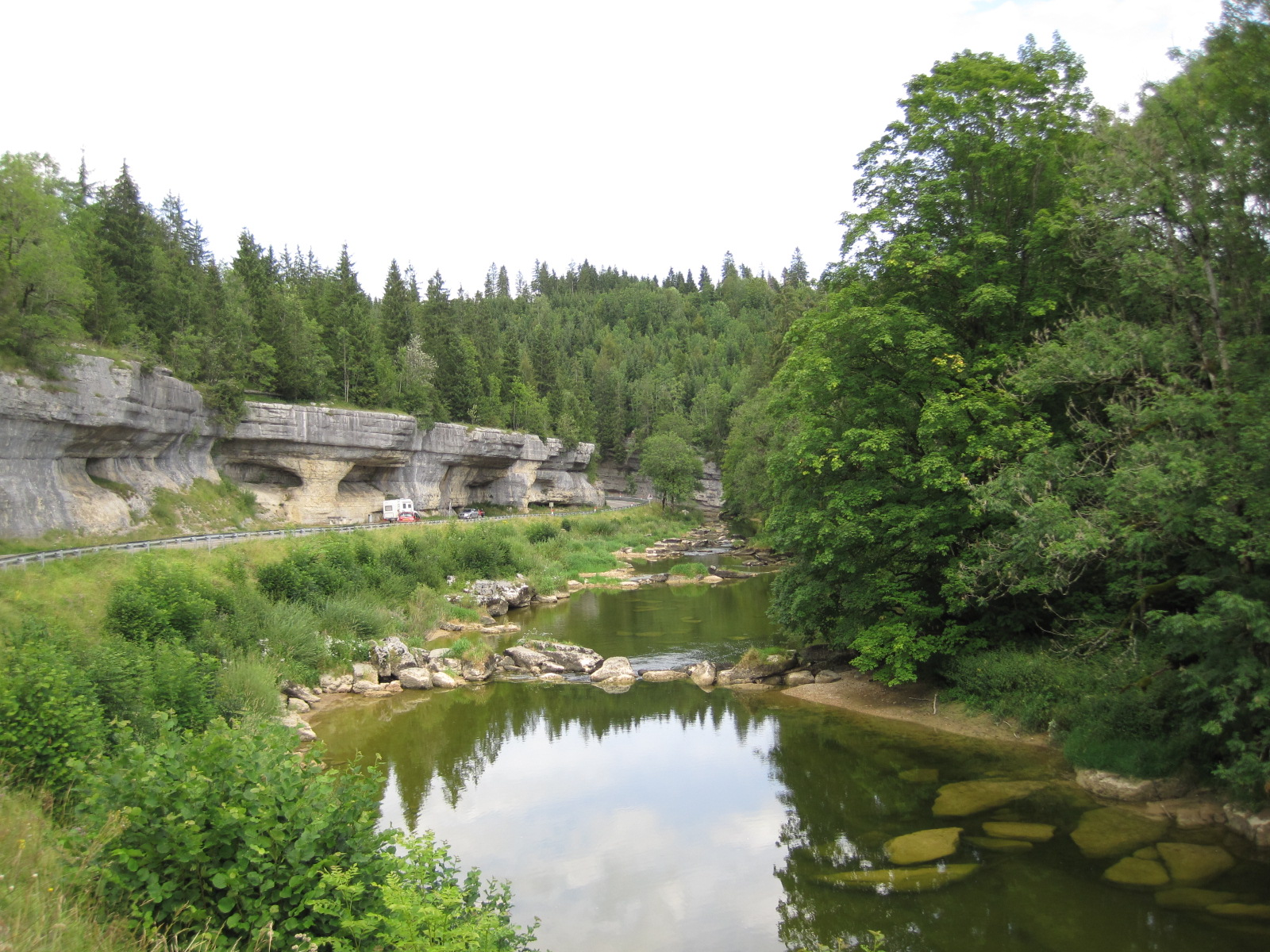
Le défilé d'Entre-Roches-3.
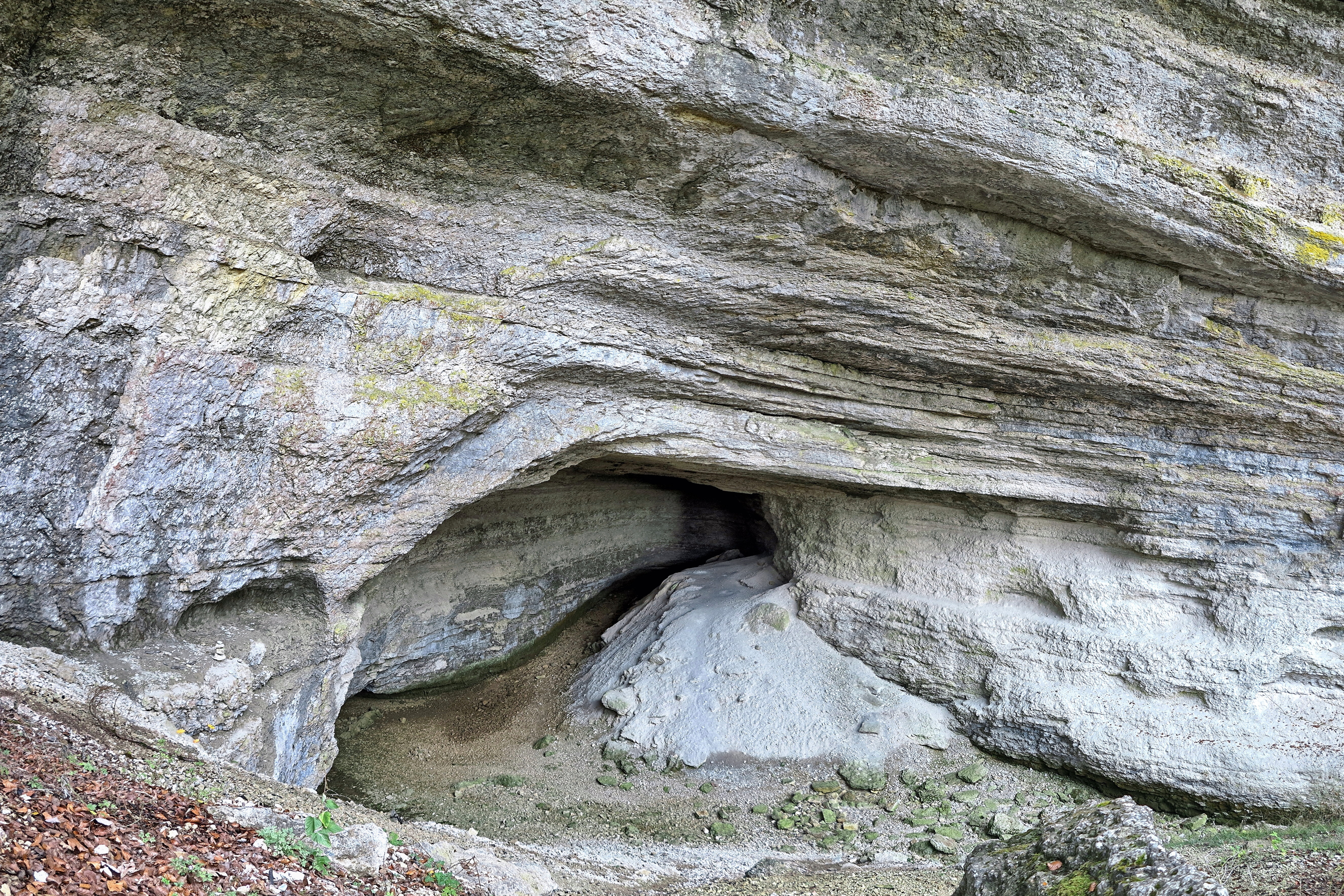
La grotte du Trésor.

La commune a la particularité de ne pas avoir d'église.

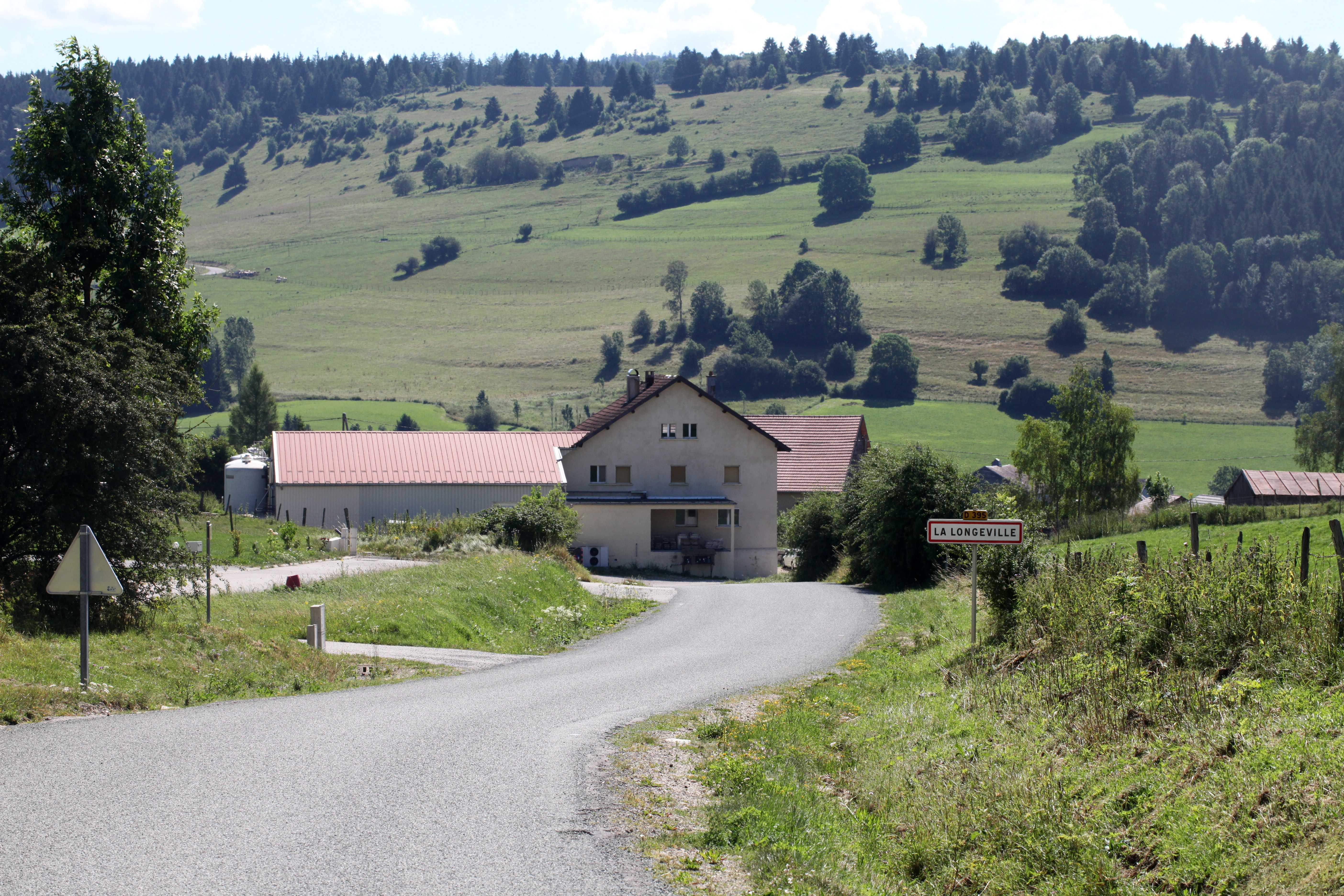
Entrée du village.
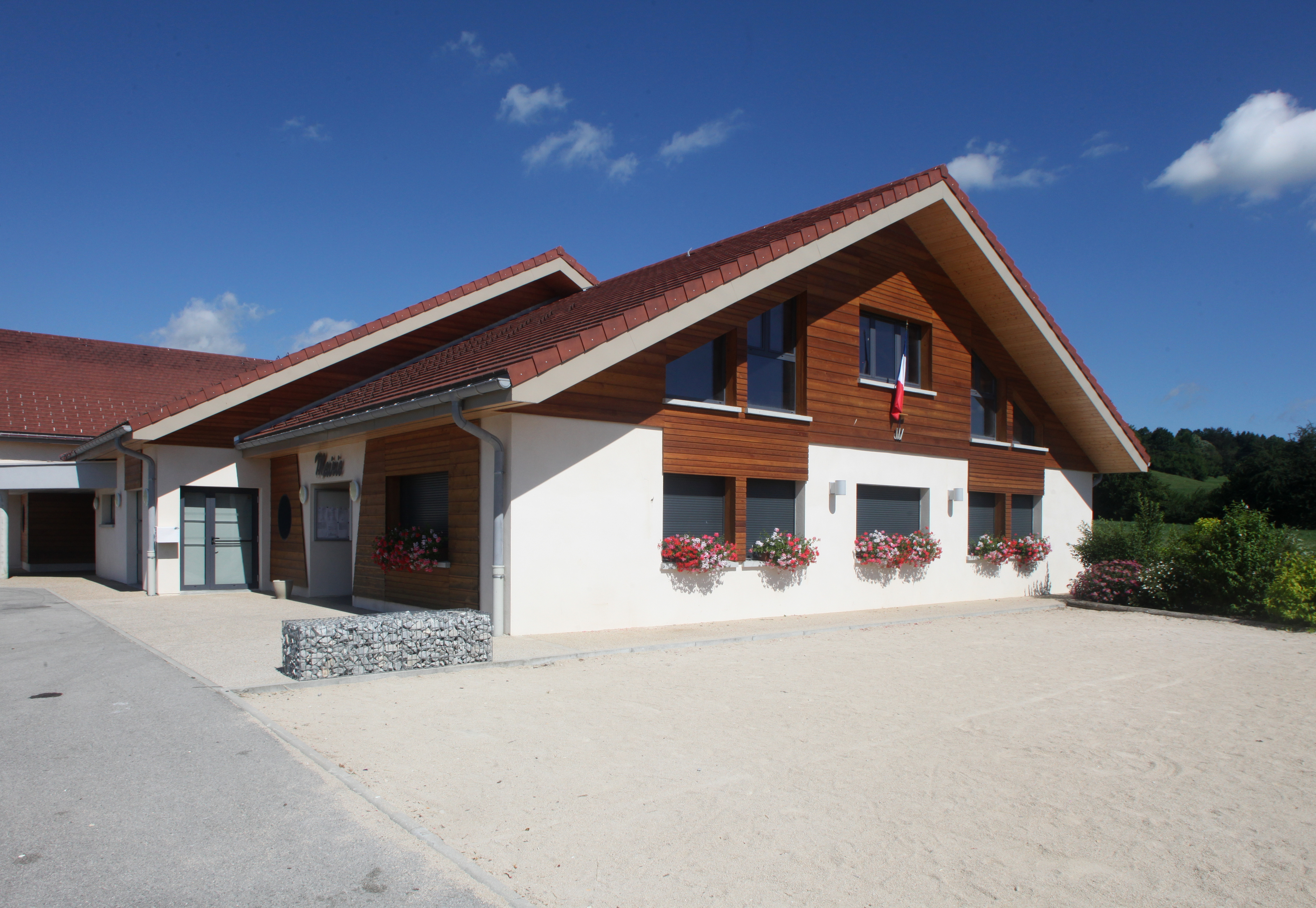
Mairie.
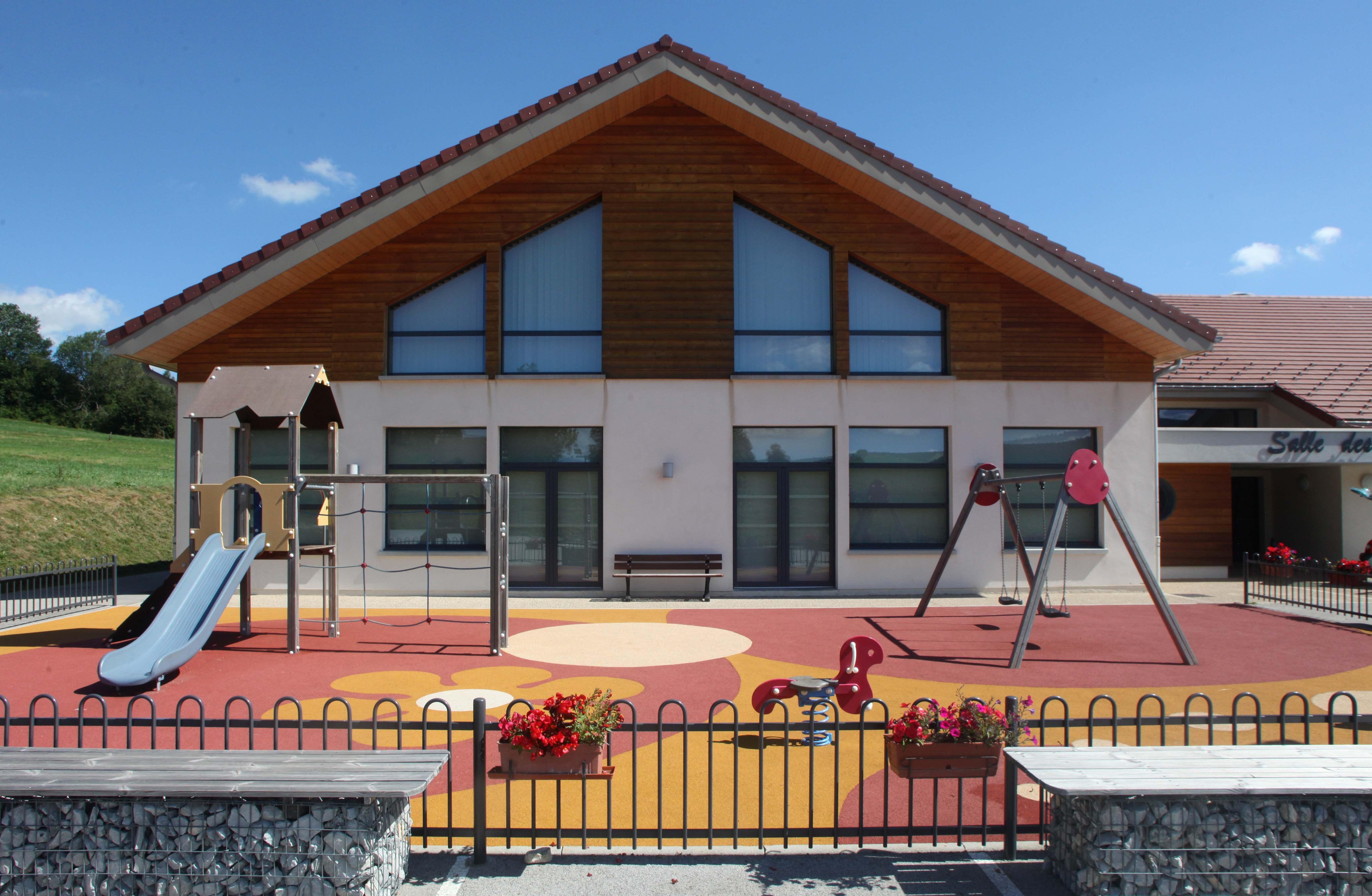
Salle des fêtes.
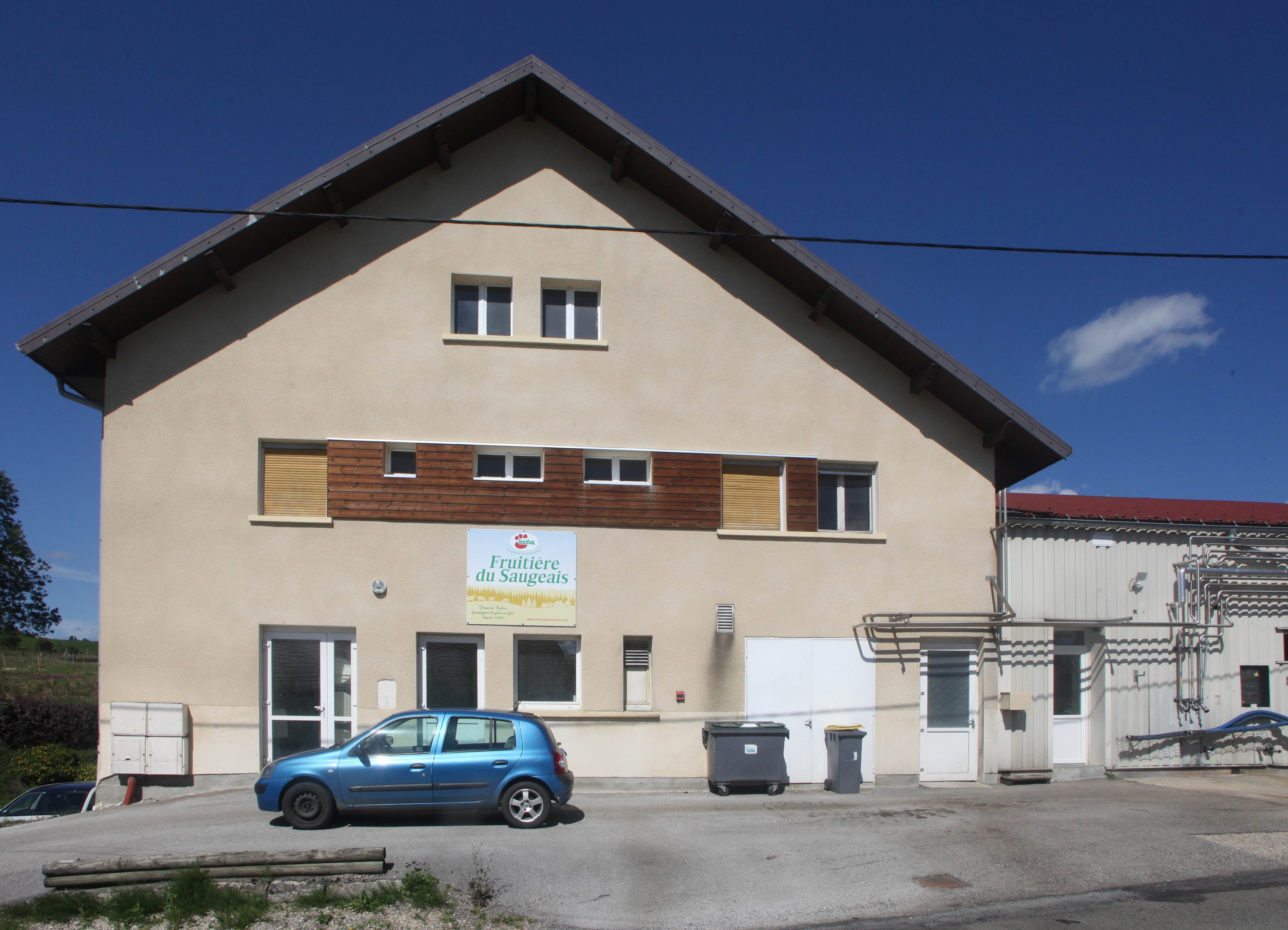
Fruitière du Saugeais.
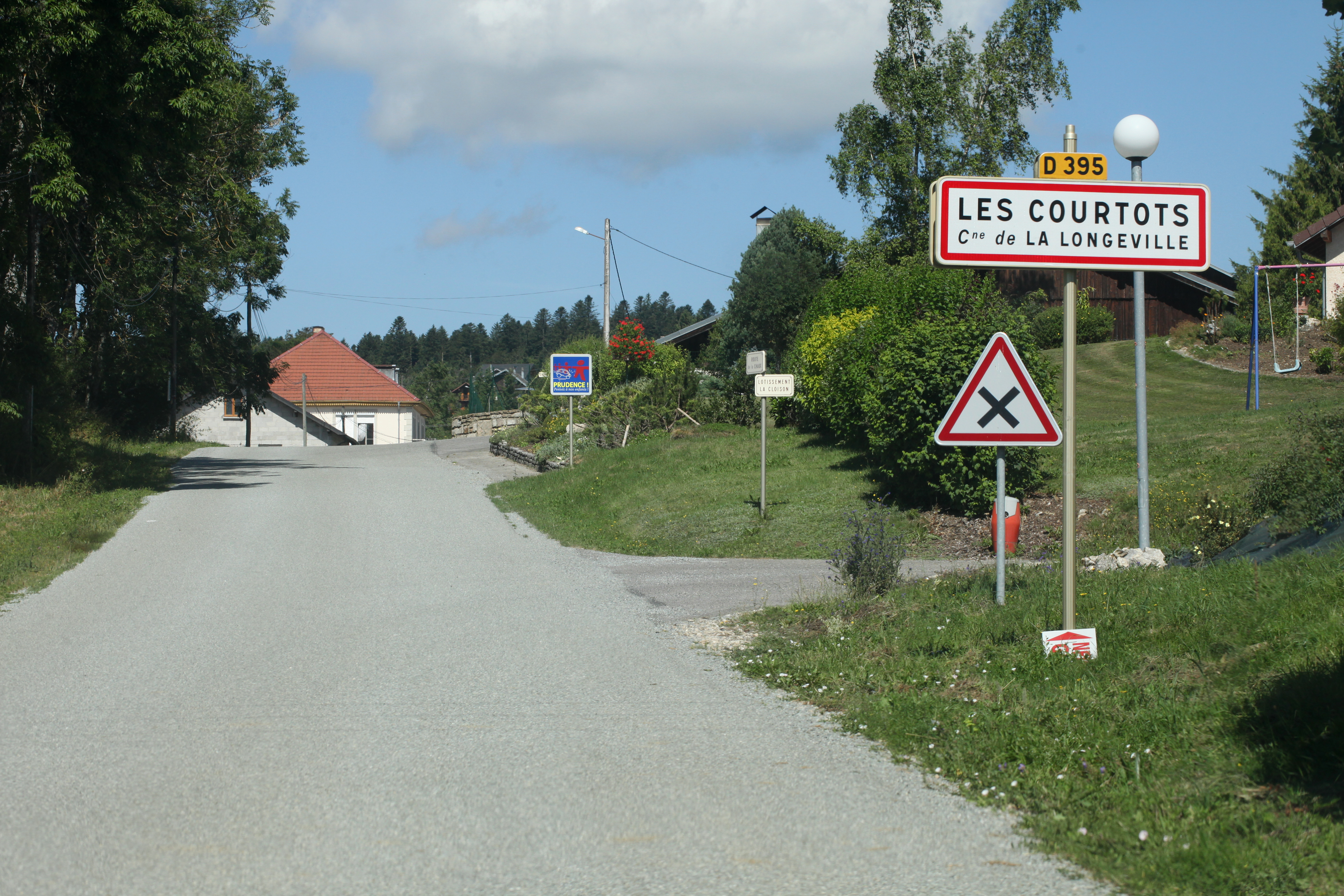
Les Courtots.